# Apatura leucothea
Apatura leucothea är en fjärilsart som beskrevs av Cabeau 1913. Apatura leucothea ingår i släktet Apatura och familjen praktfjärilar. Inga underarter finns listade i Catalogue of Life.